# Ossie Davis
Ossie Davis, född Raiford Chatman Davis den 18 december 1917 i Cogdell, Clinch County, Georgia, död 4 februari 2005 i Miami Beach, Florida, var en amerikansk skådespelare, regissör, producent och pjäsförfattare.

## Privatliv
1948 gifte sig Davis med skådespelaren Ruby Dee. I deras gemensamma autobiografi With Ossie and Ruby beskriver de sitt beslut att ha ett öppet äktenskap, men också att de senare ändrar sig. Paret var välkända afroamerikanska medborgarrättsaktivister och nära vänner till Malcolm X, Jesse Jackson, Martin Luther King, Jr. och andra ikoner inom medborgarrättsrörelsen på 1950-talet och framåt.

## Död
Davis avled av naturliga orsaker på ett hotellrum i Miami Beach den 4 februari 2005. Hans sista filmroll hade varit som far till Jennifer Beals i The L Word, en roll som slutade med att han dog i prostatacancer i hennes hem. Detta avsnitt, som sändes efter hans bortgång, tillägnades hans minne.

## Filmografi i urval
- 1950 – Ingen väg ut
- 1965 – Kullen
- 1969 – Sam Whiskey
- 1979 – Heta prylar
- 1989 – Do the Right Thing
- 1989–1990 – B.L. Stryker, privatdetektiv (TV-serie) (12 avsnitt)
- 1990 – Joe och vulkanen
- 1993 – Griniga gamla gubbar
- 1994 – Klienten
- 1996 – Goa gubbar
- 1997 – 12 edsvurna män
- 1998 – Dr. Dolittle
- 1999–2000 – Tredje skiftet (TV-serie) (3 avsnitt)
- 2000 – Dinosaurier
- 2002 – Bubba Ho-tep
- 2003 – På heder och samvete (TV-serie) (1 avsnitt)
- 2004–2005 – The L Word (TV-serie) (4 avsnitt)